# Pippuhana unicolor
Pippuhana unicolor är en spindelart som först beskrevs av Eugen von Keyserling 1891.  Pippuhana unicolor ingår i släktet Pippuhana och familjen spökspindlar. Inga underarter finns listade i Catalogue of Life.